# Ambasciatori austriaci presso le Città Anseatiche
L'ambasciatore austriaco presso le Città Anseatiche era il primo rappresentante diplomatico dell'imperatore presso le Città Anseatiche (Amburgo, Brema, Lubecca). I rapporti diplomatici tra le tre città e l'impero esistevano già prima del 1648, ma vennero formalizzati solo dopo la pace di Vestfalia.
Amburgo, libera città imperiale dal 1510, venne occupata dalla Francia nel 1806, annessa come parte dell'Impero francese dal 1811 al 1814 e poi divenne una libera città nella Confederazione tedesca dal 1815 e infine stato federale nell'Impero tedesco dal 1871. La legazione asburgica rimase vacante con l'adesione di Amburgo alla Confederazione Germanica del Nord (nel 1867) e fu sciolta nel 1893 quando gli Asburgo governavano già l'Impero austro-ungarico.
| Sacro Romano Impero (sino al 1804) | Sacro Romano Impero (sino al 1804) | Sacro Romano Impero (sino al 1804) |
| Brema | Amburgo | Lubecca |
| --- | --- | --- |
| 1648: Inizio delle relazioni diplomatiche | 1648: Inizio delle relazioni diplomatiche | 1648: Inizio delle relazioni diplomatiche |
| - 1636–1640: Bernhard von Kügelgen - 1641–1665: Johann Behr von Lahr - 1665–16??: Georg Heinrich Behr von Lahr - 1676–: Theobald von Kurtzrock ... - 07.03.1708–03.08.1745: Theobald Georg Vrints von Treuenfeld - 03.08.1745–14.10.1746: vacante - 14.10.1746–13.02.1780: Konrad Alexander Vrints von Treuenfeld - 14.02.1780–11.08.1804: Theobald Max Heinrich Vrints von Treuenfeld | - 1637–16??: Michael von Mentzel ... - 1671–1678: Georg Theodor Dieterich von Rondeck - 1678–1685: Johann Dietrich von Rondeck ... - 19.10.1710–29.12.1735: Maximilian Heinrich von Kurtzrock-Wellingsbüttel - 29.12.1735–19.03.1746: Theobald Joseph von Kurtzrock-Wellingsbüttel - 01.04.1746–08.04.1775: Karl von Raab - 18.05.1775–17.09.1794: Anton Binder von Krieglstein - 17.09.1794–20.02.1796: Christian von Hoefer (chargée d'affaires) - 20.02.1796–05.06.1801: Johann Rudolf von Buol-Schauenstein - 05.06.1801–11.08.1804: Christian von Hoefer | - 1637–1652: Johann Angelius Werdenhagen - 1654–1666: Diedrich von Brömbsen |
| - 1636–1640: Bernhard von Kügelgen - 1641–1665: Johann Behr von Lahr - 1665–16??: Georg Heinrich Behr von Lahr - 1676–: Theobald von Kurtzrock ... - 07.03.1708–03.08.1745: Theobald Georg Vrints von Treuenfeld - 03.08.1745–14.10.1746: vacante - 14.10.1746–13.02.1780: Konrad Alexander Vrints von Treuenfeld - 14.02.1780–11.08.1804: Theobald Max Heinrich Vrints von Treuenfeld | - 1637–16??: Michael von Mentzel ... - 1671–1678: Georg Theodor Dieterich von Rondeck - 1678–1685: Johann Dietrich von Rondeck ... - 19.10.1710–29.12.1735: Maximilian Heinrich von Kurtzrock-Wellingsbüttel - 29.12.1735–19.03.1746: Theobald Joseph von Kurtzrock-Wellingsbüttel - 01.04.1746–08.04.1775: Karl von Raab - 18.05.1775–17.09.1794: Anton Binder von Krieglstein - 17.09.1794–20.02.1796: Christian von Hoefer (chargée d'affaires) - 20.02.1796–05.06.1801: Johann Rudolf von Buol-Schauenstein - 05.06.1801–11.08.1804: Christian von Hoefer | 1666–1678: Interruzione delle relazioni diplomatiche |
| - 1636–1640: Bernhard von Kügelgen - 1641–1665: Johann Behr von Lahr - 1665–16??: Georg Heinrich Behr von Lahr - 1676–: Theobald von Kurtzrock ... - 07.03.1708–03.08.1745: Theobald Georg Vrints von Treuenfeld - 03.08.1745–14.10.1746: vacante - 14.10.1746–13.02.1780: Konrad Alexander Vrints von Treuenfeld - 14.02.1780–11.08.1804: Theobald Max Heinrich Vrints von Treuenfeld | - 1637–16??: Michael von Mentzel ... - 1671–1678: Georg Theodor Dieterich von Rondeck - 1678–1685: Johann Dietrich von Rondeck ... - 19.10.1710–29.12.1735: Maximilian Heinrich von Kurtzrock-Wellingsbüttel - 29.12.1735–19.03.1746: Theobald Joseph von Kurtzrock-Wellingsbüttel - 01.04.1746–08.04.1775: Karl von Raab - 18.05.1775–17.09.1794: Anton Binder von Krieglstein - 17.09.1794–20.02.1796: Christian von Hoefer (chargée d'affaires) - 20.02.1796–05.06.1801: Johann Rudolf von Buol-Schauenstein - 05.06.1801–11.08.1804: Christian von Hoefer | - 1678–1706: Heinrich Adrian Müller |
| - 1636–1640: Bernhard von Kügelgen - 1641–1665: Johann Behr von Lahr - 1665–16??: Georg Heinrich Behr von Lahr - 1676–: Theobald von Kurtzrock ... - 07.03.1708–03.08.1745: Theobald Georg Vrints von Treuenfeld - 03.08.1745–14.10.1746: vacante - 14.10.1746–13.02.1780: Konrad Alexander Vrints von Treuenfeld - 14.02.1780–11.08.1804: Theobald Max Heinrich Vrints von Treuenfeld | - 1637–16??: Michael von Mentzel ... - 1671–1678: Georg Theodor Dieterich von Rondeck - 1678–1685: Johann Dietrich von Rondeck ... - 19.10.1710–29.12.1735: Maximilian Heinrich von Kurtzrock-Wellingsbüttel - 29.12.1735–19.03.1746: Theobald Joseph von Kurtzrock-Wellingsbüttel - 01.04.1746–08.04.1775: Karl von Raab - 18.05.1775–17.09.1794: Anton Binder von Krieglstein - 17.09.1794–20.02.1796: Christian von Hoefer (chargée d'affaires) - 20.02.1796–05.06.1801: Johann Rudolf von Buol-Schauenstein - 05.06.1801–11.08.1804: Christian von Hoefer | 1706: Chiusura dell'ambasciata |
| - 1636–1640: Bernhard von Kügelgen - 1641–1665: Johann Behr von Lahr - 1665–16??: Georg Heinrich Behr von Lahr - 1676–: Theobald von Kurtzrock ... - 07.03.1708–03.08.1745: Theobald Georg Vrints von Treuenfeld - 03.08.1745–14.10.1746: vacante - 14.10.1746–13.02.1780: Konrad Alexander Vrints von Treuenfeld - 14.02.1780–11.08.1804: Theobald Max Heinrich Vrints von Treuenfeld | - 1637–16??: Michael von Mentzel ... - 1671–1678: Georg Theodor Dieterich von Rondeck - 1678–1685: Johann Dietrich von Rondeck ... - 19.10.1710–29.12.1735: Maximilian Heinrich von Kurtzrock-Wellingsbüttel - 29.12.1735–19.03.1746: Theobald Joseph von Kurtzrock-Wellingsbüttel - 01.04.1746–08.04.1775: Karl von Raab - 18.05.1775–17.09.1794: Anton Binder von Krieglstein - 17.09.1794–20.02.1796: Christian von Hoefer (chargée d'affaires) - 20.02.1796–05.06.1801: Johann Rudolf von Buol-Schauenstein - 05.06.1801–11.08.1804: Christian von Hoefer | Dal 1706: residente ad Amburgo |
| Impero austriaco | | |
| - 11.08.1804–10.02.1810: Theobald Vrints von Treuenfeld | - 11.08.1804–10.12.1810: Christian von Hoefer | - 11.08.1804–10.12.1810: Christian von Hoefer |
| 1810–1814: Interruzione delle relazioni diplomatiche a causa dell'annessione da parte dell'Impero francese | | |
| Dal 1814: Residente ad Amburgo | Oltre a Brema e a Lubecca venne accreditato anche il Meclemburgo-Schwerin - 30.05.1814–08.11.1819: Christian von Hoefer - 08.11.1819–27.04.1836: Karl Binder von Krieglstein - 14.08.1836–14.01.1839: Johann Georg Friedrich Kreß von Kressenstein - 14.01.1839–23.08.1840: Sisinio de Pretis von Cagnodo (chargée d'affaires) - 23.08.1840–07.05.1846: Maximilian von Kaisersfeld - 07.05.1846–31.03.1848: Sisinio de Pretis von Cagnodo (chargée d'affaires) - 31.03.1848–05.09.1853: Franz von Lützow - 05.09.1853–10.07.1856: Ferdinand von Mensshengen - 10.07.1856–07.11.1860: Heinrich von Testa - 07.11.1860–12.10.1863: Gustav von Blome - 12.10.1863–21.12.1867: Carl Ramon Soter von Lederer | Oltre a Brema e a Lubecca venne accreditato anche il Meclemburgo-Schwerin - 30.05.1814–08.11.1819: Christian von Hoefer - 08.11.1819–27.04.1836: Karl Binder von Krieglstein - 14.08.1836–14.01.1839: Johann Georg Friedrich Kreß von Kressenstein - 14.01.1839–23.08.1840: Sisinio de Pretis von Cagnodo (chargée d'affaires) - 23.08.1840–07.05.1846: Maximilian von Kaisersfeld - 07.05.1846–31.03.1848: Sisinio de Pretis von Cagnodo (chargée d'affaires) - 31.03.1848–05.09.1853: Franz von Lützow - 05.09.1853–10.07.1856: Ferdinand von Mensshengen - 10.07.1856–07.11.1860: Heinrich von Testa - 07.11.1860–12.10.1863: Gustav von Blome - 12.10.1863–21.12.1867: Carl Ramon Soter von Lederer |
| Austria-Ungheria | | |
| | - 21.12.1867–03.07.1868: Carl Ramon Soter von Lederer - 03.07.1868–13.12.1869: Guido von Thun und Hohenstein - 13.12.1869–05.10.1893: vacante Incaricato della legazione: console generale Friedrich von Westenholz - 05.10.1893–11.11.1918: Resident in Berlin (vedi → Ambasciatori austriaci in Germania) | |
| 1918: Scioglimento dell'ambasciata | | |